# John Negroponte
Pour les articles homonymes, voir Negroponte.
John Negroponte, né le 21 juillet 1939 à Londres, est un diplomate américain, proche des Républicains. Le 5 janvier 2007, il est nommé par le président George W. Bush secrétaire d'État adjoint auprès de la secrétaire d'État Condoleezza Rice.

## Biographie
John Negroponte est le fils d'un armateur grec, Dimitri Negroponte, installé aux États-Unis, puis à Londres, et de son épouse Catherine Negroponte, née Coumantaros. Il parle, outre l'anglais, couramment le grec, le français, l'espagnol et le vietnamien. Il devient diplomate, après des études à l'Université Yale, dans les années 1960 et se retrouve conseiller politique à Saïgon en 1964. Il participe d'ailleurs aux négociations des accords de Paris en 1973 avec Henry Kissinger. 
Il a été ambassadeur au Honduras, où il adopte cinq enfants, à la fin des années 1970 et au début des années 1980 au moment de la guerre civile au Nicaragua. Il est accusé à cette époque d'avoir supervisé l'approvisionnement en armes et l'entraînement des Contras, en lutte contre les Sandinistes au pouvoir, dont une partie des revenus sert aux interventions secrètes en Iran; ce qui constitue le scandale de l'affaire Iran-Contra qui touche le président Ronald Reagan lors de son deuxième mandat (1984/1988). 
Il est à la fin des années 1980 ambassadeur au Mexique au moment de la révolte du Chiapas. Au lendemain des attentats du 11 septembre 2001 il est nommé par George W. Bush ambassadeur à l'ONU, puis en Irak en avril 2004 après la chute de Saddam Hussein.
Le 17 février 2005, il est nommé à la tête de la toute nouvelle Direction du renseignement national (DNI) par le président Bush, avec pour mission de définitivement tourner la page des échecs du 11 septembre 2001 et des erreurs d'analyse sur l'Irak.
Le 21 avril 2005, sa nomination à la direction de la DNI a été approuvée à la quasi-unanimité du sénat, par 98 voix contre 2.
Secondé par le général Michael Hayden, ancien patron de la NSA (National Security Agency), il coordonne une quinzaine d'organismes civils et militaires, dont la CIA, et gère un budget annuel d'une quarantaine de milliards de dollars. Il occupe ce poste jusqu'au  4 janvier 2007, date à laquelle il est remplacé par Mike McConnell, à la suite de sa nomination comme secrétaire d'État adjoint.
Il est le frère de Nicholas Negroponte, professeur et chercheur informatique au MIT.

### Ambassadeur au Honduras (1981-1985)
De 1981 à 1985, Negroponte fut ambassadeur des États-Unis au Honduras, se voyant affublé par certains du titre de « proconsul ». Au cours de cette période, l'aide militaire au Honduras passa de 4 à 77,4 millions de dollars par an et les États-Unis commencèrent à y maintenir une présence militaire significative, dans le but de fournir un rempart contre le gouvernement sandiniste du Nicaragua, qui entretenait des liens étroits avec Cuba et l'Union soviétique.
Le précédent ambassadeur américain au Honduras, Jack Binns (en) (qui fut nommé par le Président Jimmy Carter) a formulé de nombreuses plaintes concernant la violation, par des militaires honduriens, des droits humains. À la suite de l'investiture de Ronald Reagan, Binns fut remplacé par Negroponte, qui nia avoir connaissance de quelque crime que ce soit perpétré par les forces armées honduriennes.

En 1995, le Baltimore Sun publia une enquête approfondie sur les activités américaines au Honduras. Parlant de Negroponte et d'autres fonctionnaires américains importants, un ex-membre du Congrès du Honduras, Efraín Díaz, fut cité déclarant :

« Leur attitude fut celle de la tolérance et du silence. Ils avaient besoin du territoire du Honduras et se préoccupaient beaucoup moins que des innocents soient tués. »

Par la suite des preuves substantielles apparurent pour soutenir la thèse selon laquelle Negroponte avait connaissance des sérieuses violations des droits humains commises par le gouvernement hondurien, mais que, malgré cela il s'abstint de recommander l'annulation de l'aide militaire américaine à destination de ce gouvernement. Le 14 septembre 2001, le sénateur du Connecticut, Christopher Dodd, exprima, lors d'une séance au Congrès, ses soupçons à l'occasion de la nomination de Negroponte au poste d'ambassadeur des États-Unis aux Nations unies :

« Selon le compte rendu du comité du département d'État et les documents de la CIA, il semblerait que l'ambassadeur Negroponte en savait bien plus sur les cas de violation des droits humains perpétrées par le gouvernement qu'il n'en a choisi de partager avec le comité en 1989 ou dans les contributions de l'ambassade aux rapports annuels du département d'État sur les droits humains  rédigés à l'époque. »

Parmi d'autres preuves, Dodd cita un message envoyé par Negroponte, en 1985, qui attestait que ce dernier avait connaissance de la menace de « futures violations des droits humains » par les « cellules opérationnelles secrètes » laissées par le Général Alvarez après sa destitution en 1984.

En avril 2005, lors des auditions du Sénat concernant la confirmation de l'attribution du poste de DNI, des centaines de documents furent rendus public par le département d'État, en vertu du Freedom of Information Act, à la demande du Washington Post. Les documents, des messages que Negroponte envoya à Washington alors qu'il occupait le poste d'ambassadeur au Honduras, indiquèrent qu'il joua un rôle plus actif que celui précédemment connu en coordonnant les efforts du gouvernement américain contre les Sandinistes. Selon le Post, l'image de Negroponte qui émerge de ces messages est celle d'un

« ambassadeur exceptionnellement énergique, tourné vers l'action, dont les convictions anti-communistes l'ont conduit à négliger les violations des droits de l'homme au Honduras, l'allié le plus fiable des États-Unis dans la région. Il existe très peu d'éléments, dans les documents diffusés par le département d'État jusqu'alors, qui accréditent sa version, selon laquelle il utilisa la « diplomatie douce » afin de persuader les autorités honduriennes d'enquêter sur les violations les plus flagrantes, y compris la mystérieuse disparition de douzaines d'opposants au gouvernement. »

The New York Times écrivit que les documents révélaient 

« un combattant dur et froid qui menait avec enthousiasme la stratégie du Président Ronald Reagan. Ils [les documents] montrent qu'il envoya, à Washington, des rapports admiratifs à propos du chef de l'armée hondurienne, qui fut accusé de violations des droits humains, argua que des pourparlers de paix avec les Nicaraguayens pouvaient être un dangereux « cheval de Troie » et plaida auprès les fonctionnaires à Washington pour imposer une plus grande confidentialité sur le rôle des Honduriens dans le soutien secret aux Contras.

Les messages montrent que M. Negroponte travailla de façon étroite avec William Casey, alors directeur central du renseignement, sur l'offensive anti-communiste de l'administration Reagan en Amérique Centrale. En 1983, il aida à rédiger une « décision » présidentielle secrète, autorisant l'aide aux Contras, puisque les rebelles nicaraguayens étaient connus et rencontraient régulièrement des militaires honduriens, afin d'obtenir et de conserver le financement destiné à leur action secrète. »

Les deux articles sont fondés sur des messages obtenus à la suite d'une demande formulée par le Post en vertu du Freedom of Information Act. La National Security Archive de l'université George-Washington mentionne :

« des douzaines de messages dans lesquels l'ambassadeur chercha à saper les efforts de paix régionaux tel l'initiative Contadora qui valut finalement le Prix Nobel de la paix au président costaricien Óscar Arias Sánchez, de même que les multiples rapports de réunions et de conversations avec des officiers militaires Honduriens qui furent les instruments fournissant l'appui logistique et l'infrastructure aux opérations clandestines de la CIA visant à soutenir les Contras-« notre projet spécial » tel que s'y référait Negroponte dans l'échange de messages, en parlant de la guerre menée par la Contra. »

Lors de son mandat d'ambassadeur auprès du Mexique (1989-1993), officiant depuis le bâtiment fortifié de l'ambassade, il ordonna aux services de renseignements américains de soutenir les opérations contre les rebelles zapatistes du Chiapas.

### Ambassadeur aux Nations unies (2001-2004)
Le Président George W. Bush nomma Negroponte ambassadeur des États-Unis aux Nations unies en février 2001, et après une opposition substantielle des sénateurs démocrates, sa nomination fut ratifiée par le Sénat le 15 septembre 2001, quatre jours après les attentats du 11 septembre 2001 aux États-Unis. Selon CBS News, 

« Aux Nations unies, l'intervention de Negroponte, fut déterminante dans l'adoption unanime d'une résolution du Conseil de Sécurité qui demandait que Saddam Hussein se conforme aux mandats de l'ONU visant son désarmement »

### Ambassadeur en Irak (2004-2005)
Le 19 avril 2004, Negroponte fut nommé par le président des États-Unis George W. Bush pour être l'ambassadeur des États-Unis en Irak après le transfert de souveraineté  du 30 juin. Il fut confirmé à ce poste, par le Sénat des États-Unis le 6 mai 2004, par 95 voix contre 3, et prêta serment le 23 juin 2004 remplaçant L. Paul Bremer au plus haut poste occupé par un civil américain en Irak.
Au cours des mois durant lesquels Negroponte occupa le poste d'ambassadeur des États-Unis en Irak, il fut félicité, même par des  adversaires de l'administration Bush, tel Fred Kaplan, pour son travail contre la corruption au sein de l'administration américaine en Irak[citation nécessaire].

### Directeur du renseignement national (2005-janvier 2007)
Le 17 février 2005, le Président George W. Bush nomma Negroponte au poste de premier directeur du renseignement national, un poste créé d'après les recommandations faites par la commission du 11 septembre achevées en fin août 2004. Le 21 avril 2005, Negroponte fut confirmé au Sénat par 98 voix contre 2 et prêta serment.
Une controverse existe à propos du sort des 35 000 boîtes de documents et de bandes saisies en Irak après l'invasion de l'Irak. Selon les rédacteurs du Weekly Standard, Negroponte continua la politique qui consistait à repousser la traduction et la diffusion de ces documents et de ces bandes. Dans l'une des conversations enregistrées, un aide de camp de Saddam Hussein demanda « Où a été transporté le matériel nucléaire ? » ; il poursuivit : « Une partie, a été transportée à l'extérieur de l'Irak ». Bien que ce ceci ait été largement présenté comme une preuve  que l'Irak dissimulait ses armes de destructions massives en les déplaçant en dehors du pays, l'aide de camp s'exprimait entre le milieu et la fin des années 1990 et faisait référence à la confiscation, en 1996, par l'agence internationale de l'énergie atomique, des matières fissiles présentes en Irak, lorsque, tel qu'Hans Blix le déclara, « l'importante infrastructure nucléaire fut détruite et les matières fissiles furent retirées d'Irak par l'AIEA. »,. Le secrétaire général pour le renseignement de la Chambre des représentants, Peter Hoekstra demanda que tous les documents soient accessibles sur Internet afin que des traducteurs arabes du monde entier puissent aider à les traduire.  Selon les rédacteurs du Weekly Standard, le Président Bush a également exprimé son désir de voir les documents et les bandes diffusés, mais n'a jamais ordonné cette action au travers de canaux officiels.
Un porte-parole de la DNI nota à propos des enregistrements: « Les analystes des agences de renseignement, de la CIA et de la DIA ont étudié les traductions et ont découvert que d'un point de vue historique, les bandes ne révèlent rien qui soit de nature à changer leurs analyses, faites depuis la fin de la guerre, concernant les programmes d'armements irakiens, ni qui soit susceptible de changer les révélations contenues dans le rapport de l'Iraq Survey Group (Groupe d'audit sur l'Irak). Les bandes datent, pour la plupart, du début et du milieu des années 1990 et couvrent des sujets, tels que les relations avec les Nations unies, les efforts de reconstruction des industries ayant subi des dommages durant la guerre du Golfe et la situation en Afghanistan avant les événements du 11 septembre. »

Un article récent du Congressional Quarterly suggère que l'ambassadeur ne trouve pas son nouveau poste particulièrement stimulant. Jeff Stein écrit :

« Souvent, à l'heure du déjeuner, en semaine, on peut trouver le patron des services de renseignements américains, John D. Negroponte, dans un club privé du centre ville de Washington, se faisant masser, nageant, ou prenant son déjeuner, suivi d'un bon cigare et de la lecture des journaux quotidiens à la bibliothèque du club.

« Il passe là trois heures, chaque semaine, du lundi au vendredi », se plaint un responsable du contre-terrorisme, notant que l'ancien ambassadeur dispose d'une escorte de sécurité assise pendant ce temps à l'extérieur dans des voitures puissantes. D'autres prétendent qu'ils n'ont vu le directeur du renseignement national que quelques fois par semaine à l'University Club, un genre de manoir d'allure centenaire situé à quelques pâtés de maisons de la Maison Blanche. »

## Distinctions
- Lifetime Achievement Award, World Affairs Council of America
- Jit Trainor Award for Distinction in the Conduct of Diplomacy, Université de Georgetown, Institute for the Study of Diplomacy